# Купцов, Дмитрий Владимирович
Дмитрий Владимирович Купцов (род. 9 ноября 1982 года) — российский легкоатлет, специализирующийся в прыжках с шестом.

## Биография
Дмитрий Владимирович Купцов родился 9 ноября 1982 года. У него есть младший брат Артём (род. 1984), который также занимается прыжками с шестом.
Дмитрий тренировался в челябинской школе олимпийского резерва имени Елены Елесиной под руководством А. П. Шалонникова. Выступал за Российскую Армию. Чемпион Европы среди юниоров 2001 года. Трёхкратный призёр чемпионатов России. Завершил карьеру в 2009 году.
Окончил факультет прикладной математики Южно-Уральского государственного университета.

## Основные результаты

### Международные
| Год  | Соревнования                    | Место проведения          | Место | Результат |
| ---- | ------------------------------- | ------------------------- | ----- | --------- |
| 2001 | Чемпионат Европы среди юниоров  | Гроссето, Италия          | 1     | 5,55 м    |
| 2003 | Чемпионат мира в помещении      | Бирмингем, Великобритания | —     | NM        |
| 2003 | Чемпионат Европы среди молодёжи | Быдгощ, Польша            | —     | NM        |
| 2005 | Универсиада                     | Измир, Турция             | 9     | 5,40 м    |

### Национальные
| Год  | Соревнования                 | Место проведения | Место | Результат |
| ---- | ---------------------------- | ---------------- | ----- | --------- |
| 2003 | Чемпионат России в помещении | Москва           | 2     | 5,70 м    |
| 2005 | Чемпионат России в помещении | Волгоград        | 6     | 5,10 м    |
| 2005 | Чемпионат России             | Тула             | 2     | 5,65 м    |
| 2006 | Чемпионат России в помещении | Москва           | 3     | 5,60 м    |
| 2007 | Чемпионат России в помещении | Волгоград        | 5     | 5,40 м    |
| 2008 | Чемпионат России в помещении | Москва           | 5     | 5,60 м    |